# Bhoothnath
Bhoothnath (devanagari: भूतनाथ, urdu: بھوت ناتھ, tłumaczenie: "Pan duchów") – indyjska komedia rodzinna z Amitabh Bachchanem, Juhi Chawla w rolach głównych oraz z gościnnie z Shahrukh Khanem. Film w 2008 roku zrealizował debiutant Vivek Sharma. To historia przyjaźni starego człowieka z dzieckiem. Mały Banku Sharma, zamieszkawszy z rodzicami (Juhi Chawla i Shah Rukh Khanem) w nowym domu odkrywa, że dom ten nawiedzony jest przez ducha (Amitabh Bachchan). Banku zaprzyjaźnia się z nim.
Światowa premiera filmu miała miejsce w USA 9 maja 2008 roku.

## Obsada
- Amitabh Bachchan – Kailash Nath (Bhoothnath)
- Juhi Chawla – Anjali Sharma (matka Banku)
- Shahrukh Khan – Aditya Sharma (ojciec Banku)
- Aman Siddiqui – Banku Sharma
- Priyanshu Chatterjee – Vijay Nath
- Satish Shah – J.J. Irani
- Rajpal Yadav – Anthony (pijak)
- Aashish Chaudhary – gościnnie
- Nauheed Cyrusi – gościnnie

## Muzyka
| Piosenkę          | śpiewa(ją))                                                    |      | Uwagi                                                             |
| ----------------- | -------------------------------------------------------------- | ---- | ----------------------------------------------------------------- |
| Mere Buddy        | Amitabh Bachchan i Arman Mallik                                | 4.23 | na ekranie Amitabh Bachchan & Aman Siddiqui                       |
| Hum T Hain Aandhi | Koushtuv Ghosh, Aparna Bhagwat, Sharavan Suresh & Sneha Suresh | 4:40 | dzieci                                                            |
| Banku Bhaiya      | Sukhwinder Singh                                               | 4.10 | na ekranie Amitabh Bachchan i Aman Siddiqui                       |
| Samay Ka Pahiya   | Hariharan & Sukhwinder Singh                                   | 7.19 | na ekranie Amitabh Bachchan, Aman Siddiqui i Priyanshu Chatterjee |
| Chalo Jaane Do    | Amitabh Bachchan, Juhi Chawla                                  | 5.06 | na ekranie Aman Siddiqui, Amitabh Bachchan & Juhi Chawla          |
| Mere Buddy        | Amitabh Bachchan i Arman Mallik                                | 4.23 | na ekranie Amitabh Bachchan & Aman Siddiqui                       |
| Bhootnath Theme   | Salim-Sulaiman                                                 | 2.09 | Instrumentalny utwór                                              |